# Gérard Mainard
Gérard Mainard, ou Ménard,  (né en France et mort le 19 mai 1188) est un cardinal français  du XIIe siècle.  Il est membre de l'ordre des cisterciens.

## Biographie
Gérard Mainard est un ami  intime du pape Clément III.
Le pape Clément III le crée cardinal lors du consistoire du 12 mars 1188, mais il meurt quelques mois plus tard. Il ne semble donc pas qu'on puisse identifier ce cardinal avec l'abbé de Pontigny du même nom qui est attesté au moins de 1184 à 1192.